# Liste des paroisses civiles du Yorkshire de l'Ouest

Localisation du comté du Yorkshire de l'Ouest en Angleterre.

Voici la liste des paroisses civiles du comté cérémoniel du Yorkshire de l'Ouest, en Angleterre. La majeure partie du comté n'est pas découpée en paroisses.

## Liste des paroisses civiles par district

### District de Bradford

Carte du district de Bradford.

- Addingham
- Baildon
- Bingley (ville)
- Burley in Wharfedale
- Clayton
- Cullingworth
- Denholme (ville)
- Harden
- Haworth, Cross Roads and Stanbury
- Ilkley
- Keighley (ville)
- Menston
- Oxenhope
- Sandy Lane
- Silsden (ville)
- Steeton with Eastburn
- Trident
- Wilsden
- Wrose

### District de Calderdale

Carte du district de Calderdale.

- Blackshaw
- Erringden
- Hebden Royd (ville)
- Heptonstall
- Ripponden
- Todmorden (ville)
- Wadsworth

### District de Kirklees

Carte du district de Kirklees.

- Denby Dale
- Holme Valley
- Kirkburton
- Meltham (ville)
- Mirfield (ville)

### District de Leeds

Carte du district de Leeds.

- Aberford
- Allerton Bywater
- Alwoodley
- Arthington
- Austhorpe
- Bardsey cum Rigton
- Barwick-in-Elmet and Scholes
- Boston Spa
- Bramham cum Oglethorpe
- Bramhope
- Carlton
- Clifford
- Collingham
- Drighlington
- East Keswick
- Gildersome
- Great and Little Preston
- Harewood
- Horsforth (ville)
- Kippax
- Ledsham
- Ledston
- Lotherton cum Aberford
- Micklefield
- Morley (ville)
- Otley (ville)
- Parlington
- Pool in Wharfedale
- Rawdon
- Scarcroft
- Shadwell
- Sturton Grange
- Swillington
- Thorner
- Thorp Arch
- Walton
- Wetherby (ville)
- Wothersome

### District de Wakefield

Carte du district de Wakefield.

- Ackworth
- Badsworth
- Chevet
- Crigglestone
- Crofton
- Darrington
- East Hardwick
- Featherstone (ville)
- Havercroft with Cold Hiendley
- Hemsworth (ville)
- Hessle and Hill Top
- Huntwick with Foulby and Nostell
- Newland with Woodhouse Moor
- Normanton (ville)
- North Elmsall
- Notton
- Ryhill
- Sharlston
- Sitlington
- South Elmsall (ville)
- South Hiendley
- South Kirkby and Moorthorpe
- Thorpe Audin
- Upton
- Walton
- Warmfield cum Heath
- West Bretton
- West Hardwick
- Wintersett
- Woolley